# 예성자
예성자(중국어 간체자: 叶盛佳, 정체자: 葉盛佳, 병음: Yè Shèngjiā, 한자음: 엽성가, 1994년 10월 1일 ~ )는 중국의 배우이다.

## 출연작

### 드라마
- 2019년 텐센트 웹드라마 《김참위하나양》 - 위쑤 역
- 2020년 텐센트 웹드라마 《도련님의 로맨스》 - 고언석 역
- 2022년 텐센트 웹드라마 《경쌍성》- 염석 역
- 2022년 아이치이 웹드라마 《방심탕양 : 흔들리는 여자의 마음》 - 저우하오위 역
- 2023년 텐센트 웹드라마 《작작풍류》- 집검 역
- 2023년 텐센트 웹드라마 《옥골요》- 시우 역
- 2023년 망고 TV 웹드라마 《하일기묘서》- 장하이베이 역
- 2024년 텐센트 웹드라마 《우견소요》 - 당옥 역
- 2024년 텐센트 웹드라마 《집필》- 육회 역
- 2024년 텐센트 웹드라마 《구중자 : 그대와 다시 꽃 피우리》 - 정국공 역
- 2025년 유쿠 웹드라마 《천향인》- 육이 역